# Hybogaster
Hybogaster är ett släkte av svampar. Hybogaster ingår i familjen Hybogasteraceae, ordningen Russulales, klassen Agaricomycetes, divisionen basidiesvampar och riket svampar.
| Hybogaster | \| \| Hybogaster giganteus \| \| \| \| |
|            | \| \| Hybogaster giganteus \| \| \| \| |
|            | Hybogaster giganteus                   |
|            |                                        |

|  | Hybogaster giganteus |
|  |                      |